# Vers-chez-les-Blanc
Vers-chez-les-Blanc est une localité suisse rattachée à la commune de Lausanne, située entre Épalinges et Savigny.
Elle fait partie de la zone foraine des Râpes, avec Le Chalet-à-Gobet et Montblesson.
Desservie par la ligne de bus 64 (Croisettes/Épalinges — Vers-chez-les-Blanc — Le Chalet-à-Gobet), elle comptait environ 1700 habitants à fin 2017. Son altitude varie entre 835 et 875 mètres.
Parmi les diverses habitations (fermes, maisons individuelles ou groupées) figurent notamment, entre les nombreux bois et champs du Jorat, un temple protestant (en face du cimetière local), un salon de coiffure (à la place de l'ancien bureau de poste), une boucherie, un magasin de produits bios avec un dépôt-Poste, une école pour enfants en bas âge (pour les 6 premières années de scolarisation), deux restaurants, deux campings, dont un avec piscine plus buvette et qui aurait été appelé à disparaître d'ici 2020-2025 (construction de logements à la place, par la ville de Lausanne).
L'école du village a été construite en 1841 par l'architecte et inspecteur des bâtiments de la Ville de Lausanne, Fridolin Simon.
Sur les hauts du village, à 1 km au nord, se trouve le manège du Chalet-à-Gobet (plus spécialisé pour les sauts d'obstacles et connu pour ses concours). Toujours dans la localité voisine du Chalet-à-Gobet, non loin du nouveau Centre mondial de tir à l'arc (inauguré en 2016), à 1 km à l'est (près du terrain de golf d'entraînement de Pra-Roman), un nouveau manège, plus petit, inauguré vers 2012 et spécialisé dans les figures de marche et de danse, est depuis environ 2017-2018 fermé au public par des barrières pour la plupart électrifiées à la suite d'un changement de propriétaire élevant des chevaux de la race Irish Cob (Cob Gipsy) et un couple de cochons. 
Selon information du journal 24 Heures du 13 juillet 2017, une aire de stationnement pérenne de 17 places pour les gens du voyage suisses (Yéniches) y serait à l'étude, sans que rien de concret n'ait toutefois vu le jour jusqu'en 2023.